# Schlegels frankolijn
Schlegels frankolijn (Campocolinus schlegelii; synoniemen: Peliperdix schlegelii en Francolinus schlegelii) is een vogel uit de familie fazantachtigen (Phasianidae). De wetenschappelijke naam van de soort is voor het eerst geldig gepubliceerd in 1863 door Theodor von Heuglin en als eerbetoon vernoemd naar Hermann Schlegel.

## Voorkomen
De soort komt voor in het midden van Afrika, met name van Kameroen tot Soedan.

## Beschermingsstatus
Op de Rode Lijst van de IUCN heeft de soort de status veilig.